# Рудник Голден-Бар
Рудник Голден-Бар – колишнє гірничодобувне підприємство на Південному острові Нової Зеландії.
Ще в 1881-му на місці майбутньої копальні виявили корінне золоторудне тіло, проте недостатній вміст золота тривалий час обмежував його розробку. Лише коли в 1910-му відбулось значне зростання цін на вольфрам проект став економічно доцільним, оскільки родовище було комплексним та містило шеєліт. Розробку організувала Dominion Consolidated Company, що об’єднала кілька гірничих ліцензій та вела роботи до своєї ліквідації у 1923 році.
Кілька спроб відновити роботи припали на 1925 – 1926, 1930-ті та 1940-ві роки, проте всі вони виявились невдалими.
Рудне тіло шириною 2 метра поступово заглиблювалось з 2 до 122 метрів та мало довжину у 1,8 кілометра, проте з них були відпрацьовані лише 818 метрів.
Загальний накопичений видобуток склав 101 тисячу тонн кварцитів, з яких отримали 0,6 тонни золота та 389 тонн шеєліту.